# مسابقه (فیلم ۲۰۲۵)
مسابقه (انگلیسی: The Match; کره‌ای: 승부) فیلم زندگی‌نامه‌ای ورزشی به کارگردانی کیم هیونگ جو بر پایه زندگی واقعی دو بازیکن گو، چو هون هیون و لی چانگ هو است. در این فیلم لی بیونگ هون، یو آه این، کو چانگ سوک، هیون بونگ شیک، مون جونگ هی و کیم کانگ هون ایفای نقش کردند. این فیلم در ۲۶ مارس ۲۰۲۵ منتشر خواهد شد.